# Magnus Sjøeng
Magnus Sjøeng, né le 23 mars 2002 en Norvège, est un footballeur norvégien qui évolue au poste de gardien de but au Stabæk Fotball, en prêt du Vålerenga Fotball.

## Biographie

### En club
Né en Norvège, Magnus Sjøeng commence le football au Skeid Fotball avant d'être formé par le Vålerenga Fotball, qu'il rejoint en 2016. Le 27 août 2021, il prolonge son contrat avec son club formateur jusqu'en décembre 2025.
Sjøeng joue son premier match en professionnel le 29 juin 2022, lors d'une rencontre de coupe de Norvège face au FK Bodø/Glimt. Titularisé à la surprise générale, il se fait remarquer en repoussant un penalty tiré par Ola Solbakken mais ne peut empêcher la défaite de son équipe, Bodø/Glimt marquant le seul but de la partie en fin de match par Ulrik Saltnes. Il fait sa première apparition dans l'Eliteserien, l'élite du football norvégien, le 10 juillet 2022, contre le Kristiansund BK. Titularisé, il garde sa cage inviolée et son équipe s'impose (3-0 score final). S'intégrant dans une équipe en difficulté en championnat et qui est en crise de gardiens après le départ de Kjetil Haug, qui a commencé la saison en tant que titulaire mais parti pendant l'été au Toulouse FC, Sjøeng se retrouve en concurrence avec Per Kristian Bråtveit, recruté dans le même temps. Sjøeng s'impose finalement dans les buts de Vålerenga, enchaînant les prestations convaincantes et ne laissant aucun minute de jeu à Bråtveit,. Vålerenga parvient à se maintenir et même à terminer à la cinquième place du championnat avec Sjøeng titulaire, durant la saison 2022.
Le 23 juillet 2025, Magnus part pour un prêt de 6 mois au Stabæk Fotball.

### En sélection
Magnus Sjøeng représente l'équipe de Norvège des moins de 20 ans. Il joue un total de deux matchs avec cette sélection, les deux en 2021.
Magnus Sjøeng est convoqué pour la première fois avec l'équipe de Norvège espoirs en mai 2022. Il ne joue toutefois aucun match. Il est rappelé en septembre et joue son premier match avec les espoirs contre la Suisse le 24 septembre 2022. Son équipe l'emporte par trois buts à deux ce jour-là.